# Pero Mioč
Pero Mioč (Žabljak kod Livna, 12. siječnja 1942. – 26. srpnja 2025.) bio je hrvatski kazališni redatelj, glumac i književni prevoditelj. Iako je rođen kod Livna, zbog dugogodišnjeg boravka u Šibeniku smatra ga se šibenskim redateljem. Piše i pjesme, dramska djela i eseje.
Studirao je u Zadru na Filozofskom fakultetu, gdje je i diplomirao.
Radio je kao redatelj, glumac i pedagog u Šibenskom kazalištu, voditelj amaterskog kazališta u Livnu, u Gradskom kazalištu lutaka u Splitu te kao ravnatelj i redatelj Kazališta lutaka u Zadru. Bio je redatelj i glumac na Međunarodnom dječjem festivalu u Šibeniku.

## Prevoditeljski rad
Unatoč velikom kazališnom radu, najpoznatiji je po svojem velikom opusu prevedenih djela, pri čemu je značajan njegov doprinos hrvatskoj kulturi u prevođenju književnih djela s poljskog jezika. Prevodio je i s bugarskog, slovenskog i ruskog.
Preveo je s poljskog na hrvatski jezik djela poljske književnice Hanne Januszewske (1905. – 1980.) (Tigrić Perica), Adama Walnog (Kazalište predmeta), Tadeusza Rozewicza (Słowo po słowie), Karola Wojtylu (papu Ivana Pavla II.) (Poezje wybrane), Zbigniewa Herberta (Svjedok zlovremena), Adrianu Szymańsku (u Hrvatskom slovu), a bio je odabirateljem i prevoditeljem antologije Plejada poljskih pjesnika 20. stoljeća.
S bugarskog na hrvatski je preveo djela bugarskog dramatika Stefana Caneva (Posljednja Sokratova noć).

## Djela
- Perunike (1997.)

## Vanjske poveznice
- Novi tjednik  Arhivirana inačica izvorne stranice od 18. siječnja 2008. (Wayback Machine) Mioč diplomirao, a Gulin magistrirao, 11. siječnja 2008.
- ZadaRetro  Arhivirana inačica izvorne stranice od 7. svibnja 2008. (Wayback Machine) Lutkarska magija